# Gérard Baldet
Pour les articles homonymes, voir Baldet.
Gérard Baldet, né le 17 avril 1946 à Alençon, mort le 4 juillet 1999 à Rosny-sous-Bois, est un peintre français.

## Biographie
En parallèle à son activité de peintre, il a enseigné à l'École régionale des beaux-arts de Rennes.
Sa fille, Marie Baldet est également peintre et artiste graphique.

## Expositions
Sa première exposition personnelle a eu lieu en 1973 à l'Orangerie du Luxembourg à Paris.
En 1976, il a exposé à la Galerie Le doigt dans l'œil, à Bordeaux, puis à la Galerie la Passerelle Saint-Louis à Paris. La même année, il présente l'exposition Boîtes A.R.C. au musée d'art moderne de la ville de Paris.
Expositions personnelles
- 1973 – Orangerie du Luxembourg – Paris
- 1976 – Galerie la Passerelle Sait Louis – Paris  / Galerie Le Doigt dans l’œil - Bordeaux / 'Boîtes A.R.C.' - Musée d'art moderne de la ville de Paris
- 1977 – Galerie Fred Lanzenberg – Bruxelles /  Le Lucernaire - Paris
- 1979 - Galerie Fred Lanzenberg – Bruxelles / Galerie France – Bordeaux
- 1980 - Galerie municipale- Vitry / Galerie l’Estuaire - Honfleur / Galerie Praestegarden – Danemark
- 1982 – GalerieGrey – Cannes
- 1983 - Galerie Fred Lanzenberg – Bruxelles
- 1984 - Galerie Praestegarden – Danemark
- 1989 – Galerie H Bultel – Strasbourg
- 1996 – Galerie Pascal Gabert – Paris
- 1997 – Hall du salon d’Honneur - Bobigny

## Collections publiques
- Fonds national d'art contemporain – Paris
- Ville  de Paris
- Musée d’Ixelles – Belgique
- Musée d’Art moderne de la ville de Liège – Belgique
- Ville de Vitry – France
- Fonds départemental d’art contemporain de Seine St Denis
- BAM - Beaux Arts de Mons - Belgique

## Distinctions
En 1972, il est lauréat du grand prix international de Monaco.
En 1979, il est lauréat du prix de Vitry-sur-Seine.

## Style
Gérard Baldet a créé, dans sa peinture, un univers d'objets inventés, de scénographiques fictives où la réalité qu'il présente sur la toile relève du seul imaginaire avec la précision d'une peinture figurative qui nous interroge sur la nature du réel. Il fait partie, avec Herman Braun-Vega, des deux peintres qui, bien qu'absents des expositions du théoricien de la Nouvelle figuration, Gérald Gassiot-Talabot, figurent dans l'exposition Ateliers d'aujourd'hui de 1980 au Centre Georges-Pompidou et qui à ce titre ont toute leur place dans la Nouvelle Figuration selon le critique Jean-Luc Chalumeau.